# Querer
Querer es una miniserie de televisión por internet española de drama creada y escrita por Alauda Ruiz de Azúa, Eduard Sola y Júlia de Paz Solvas para Movistar Plus+. Está protagonizada por Nagore Aranburu, Pedro Casablanc, Miguel Bernardeau, Iván Pellicer y Loreto Mauleón. Fue estrenada el 17 de octubre de 2024. Ganadora de tres Premios Feroz 2025; mejor serie dramática, mejor guion de serie y mejor actriz protagonista de una serie, Nagore Aranburu.

## Trama
Tras 30 años de matrimonio y dos hijos en común, Miren abandona el domicilio conyugal y denuncia a su marido por violación continuada. Esta grave acusación obliga a los hijos a elegir entre creer a su madre o apoyar a un padre que defiende su inocencia. Un viaje familiar que avanza en paralelo al judicial con un mismo objetivo: conocer la verdad.

## Reparto
- Nagore Aranburu como Miren Torres[3]
- Pedro Casablanc como Iñigo Gorosmendi[3]
- Miguel Bernardeau como Aitor Gorosmendi[3]
- Iván Pellicer como Jon Gorosmendi[3]
- Loreto Mauleón como Paula
- Natalia Huarte como Izaskun
- Miguel Garcés como Javier Aguirre
- Ainhoa Larrañaga como Marta

## Capítulos
| N.º | Título   | Dirigido por        | Escrito por                                                                                         | Fecha de lanzamiento original |
| --- | -------- | ------------------- | --------------------------------------------------------------------------------------------------- | ----------------------------- |
| 1   | «Querer» | Alauda Ruiz de Azúa | Alauda Ruiz de Azúa, Eduard Sola y Júlia de Paz                                                     | 17 de octubre de 2024         |
| 2   | «Mentir» | Alauda Ruiz de Azúa | Argumento: Alauda Ruiz de Azúa, Eduard Sola y Júlia de Paz Guión: Alauda Ruiz de Azúa y Eduard Sola | 24 de octubre de 2024         |
| 3   | «Juzgar» | Alauda Ruiz de Azúa | Argumento: Alauda Ruiz de Azúa, Eduard Sola y Júlia de Paz Guión: Alauda Ruiz de Azúa y Eduard Sola | 31 de octubre de 2024         |
| 4   | «Perder» | Alauda Ruiz de Azúa | Argumento: Alauda Ruiz de Azúa, Eduard Sola y Júlia de Paz Guión: Alauda Ruiz de Azúa y Eduard Sola | 7 de noviembre de 2024        |

## Producción
En agosto de 2023, se anunció que Alauda Ruiz de Azúa dirigiría por primera vez serie de televisión, Querer, la cual estaba en desarrollo para Movistar Plus+. En octubre de 2023, se anunció que el rodaje de la serie había comenzado en Vizcaya, con Nagore Aranburu, Pedro Casablanc, Miguel Bernardeau, Iván Pellicer y Loreto Mauleón como protagonistas.

## Lanzamiento y marketing
En julio de 2024, se anunció que las series Yo, adicto, Querer y Celeste tendrían sus estrenos mundiales en el Festival Internacional de Cine de San Sebastián. Ese mismo mes, Movistar Plus+ anunció que la serie se estrenaría en octubre de 2024. El 19 de septiembre de 2024, Movistar Plus+ lanzó el tráiler de la serie y finalizó su fecha de estreno para el 17 de octubre de 2024.

## Premios y reconocimientos
XXX edición de los Premios Forqué
| Categoría                                   | Premiado               | Resultado |
| ------------------------------------------- | ---------------------- | --------- |
| Mejor serie de ficción                      | Mejor serie de ficción | Ganadora  |
| Mejor interpretación masculina en una serie | Pedro Casablanc        | Ganador   |
| Mejor interpretación femenina en una serie  | Nagore Aranburu        | Ganadora  |

XII edición de los Premios Feroz
| Categoría                              | Premiado                                     | Resultado |
| -------------------------------------- | -------------------------------------------- | --------- |
| Mejor serie dramática                  | Mejor serie dramática                        | Ganadora  |
| Mejor guion de una serie               | Alauda Ruiz de Azúa Eduard Solà Julia de Paz | Ganadores |
| Mejor actor protagonista de una serie  | Pedro Casablanc                              | Nominado  |
| Mejor actriz protagonista de una serie | Nagore Aranburu                              | Ganadora  |
| Mejor actor de reparto de una serie    | Miguel Bernardeau                            | Nominado  |
| Mejor actor de reparto de una serie    | Iván Pellicer                                | Nominado  |
| Mejor actriz de reparto de una serie   | Loreto Mauleón                               | Nominada  |

80.ª edición de las Medallas del Círculo de Escritores Cinematográficos
| Categoría                  | Resultado |
| -------------------------- | --------- |
| Mejor serie                | Ganadora  |
| Mejor reparto en una serie | Ganadora  |

- Premio Mejor Serie 2024, en la primera edición de los Premios InStyle en Serie, concedidos por la edición española de la revista de moda InStyle, de RBA.[13]
- Premio Mejor Guion 2024, a Alauda Ruiz de Azúa, Júlia de Paz y Eduard Solà, en la primera edición de los Premios InStyle en Serie.[13]
- Premio Fotogramas de Plata Mejor Serie Española 2024, según los lectores de la revista Fotogramas.[14]
- Premio Alma 2025 al mejor guion de serie dramática, concedido por el Sindicato de Guionistas de España ALMA. [15]